# Hertha Berliner Sport-Club 2006-2007
Questa voce raccoglie le informazioni riguardanti l'Hertha Berliner Sport-Club nelle competizioni ufficiali della stagione 2006-2007.

## Stagione
Nella stagione 2006-2007 l'Hertha Berlino, allenato da Falko Götz e Karsten Heine, concluse il campionato di Bundesliga al 10º posto. In Coppa di Germania l'Hertha Berlino fu eliminato ai quarti di finale dallo Stoccarda. In Coppa UEFA l'Hertha Berlino fu eliminato al primo turno dall'Odense.

## Rosa
| N. |                        | Ruolo | Calciatore           |
| -- | ---------------------- | ----- | -------------------- |
| 3  | Germania (bandiera)    | D     | Arne Friedrich       |
| 4  | Paesi Bassi (bandiera) | D     | Dick van Burik       |
| 5  | Tunisia (bandiera)     | C     | Sofian Chahed        |
| 6  | Brasile (bandiera)     | C     | Gilberto             |
| 7  | Turchia (bandiera)     | C     | Yıldıray Baştürk     |
| 8  | Ungheria (bandiera)    | C     | Pál Dárdai           |
| 9  | Serbia (bandiera)      | A     | Marko Pantelić       |
| 11 | Paesi Bassi (bandiera) | A     | Ellery Cairo         |
| 12 | Germania (bandiera)    | P     | Christian Fiedler    |
| 13 | Argentina (bandiera)   | A     | Christian Giménez    |
| 14 | Croazia (bandiera)     | D     | Josip Šimunić        |
| 15 | Brasile (bandiera)     | C     | Mineiro              |
| 16 | Iran (bandiera)        | A     | Ashkan Dejagah       |
| 17 | Ghana (bandiera)       | C     | Kevin-Prince Boateng |
| 18 | Croazia (bandiera)     | A     | Srđan Lakić          |

| N. |                      | Ruolo | Calciatore            |
| -- | -------------------- | ----- | --------------------- |
| 19 | Germania (bandiera)  | C     | Andreas Schmidt       |
| 20 | Germania (bandiera)  | C     | Andreas Neuendorf     |
| 23 | Filippine (bandiera) | D     | Dennis Cagara         |
| 27 | Germania (bandiera)  | D     | Amadeus Wallschläger  |
| 29 | Germania (bandiera)  | D     | Malik Fathi           |
| 31 | Croazia (bandiera)   | C     | Ante Čović            |
| 32 | Germania (bandiera)  | D     | Robert Müller         |
| 33 | Danimarca (bandiera) | P     | Kevin Stuhr-Ellegaard |
| 37 | Germania (bandiera)  | C     | Christian Müller      |
| 38 | Germania (bandiera)  | C     | Patrick Ebert         |
| 39 | Germania (bandiera)  | A     | Chinedu Ede           |
| 40 | Germania (bandiera)  | P     | Nico Pellatz          |
| 41 | Germania (bandiera)  | D     | Jérôme Boateng        |
| 43 | Germania (bandiera)  | D     | Christopher Schorch   |

## Organigramma societario
Area tecnica
- Allenatore: Karsten Heine
- Allenatore in seconda: Sven Kretschmer
- Preparatore dei portieri: Nello di Martino, Enver Marić
- Preparatori atletici: David de Mel

## Calciomercato

### Sessione estiva
| Acquisti | Acquisti          | Acquisti                  | Acquisti |
| R.       | Nome              | da                        | Modalità |
| -------- | ----------------- | ------------------------- | -------- |
| A        | Christian Giménez | Olympique Marsiglia       |          |
| D        | Dennis Cagara     | Dinamo Dresda             |          |
| C        | Patrick Ebert     | Hertha Berlino (Juniores) |          |
| A        | Chinedu Ede       | Hertha Berlino (Juniores) |          |
| A        | Srđan Lakić       | Kamen Ingrad              |          |

| Cessioni | Cessioni           | Cessioni            | Cessioni |
| R.       | Nome               | da                  | Modalità |
| -------- | ------------------ | ------------------- | -------- |
| D        | Pascal Bieler      | Rot-Weiss Essen     |          |
| C        | Niko Kovač         | Salisburgo          |          |
| D        | Alexander Madlung  | Wolfsburg           |          |
| C        | Marcelinho Paraíba | Trabzonspor         |          |
| C        | Thorben Marx       | Arminia Bielefeld   |          |
| C        | Sejad Salihović    | Hoffenheim          |          |
| D        | Oliver Schröder    | Bochum              |          |
| A        | Václav Svěrkoš     | Borussia M'gladbach |          |
| P        | Gerhard Tremmel    | Energie Cottbus     |          |

### Sessione invernale
| Acquisti | Acquisti | Acquisti | Acquisti |
| R.       | Nome     | da       | Modalità |
| -------- | -------- | -------- | -------- |

| Cessioni | Cessioni          | Cessioni        | Cessioni |
| R.       | Nome              | da              | Modalità |
| -------- | ----------------- | --------------- | -------- |
| D        | Christopher Samba | Blackburn       |          |
| A        | Solomon Okoronkwo | Rot-Weiss Essen |          |

## Risultati

### Bundesliga

#### Girone di andata
| Wolfsburg 13 agosto 2006, ore 17:00 CEST 1ª giornata | Wolfsburg | 0 – 0 referto | Hertha Berlino | Volkswagen-Arena (23 496 spett.)\| Arbitro: \| Kinhöfer \| |
| Arbitro:                                             | Kinhöfer  |               |                |                                                            |

| Arbitro: | Drees |

|                                        |           |  |
| Pantelić 20’, 63’ Dárdai 31’ Ebert 76’ | Marcatori |  |

| Arbitro: | Fandel |

|            |           |             |
| Sanogo 18’ | Marcatori | 64’ Giménez |

| Arbitro: | Gagelmann |

|                  |           |  |
| Giménez 39’, 52’ | Marcatori |  |

| Arbitro: | Kircher |

|             |           |             |
| Diakité 49’ | Marcatori | 56’ Boateng |

| Arbitro: | Kinhöfer |

|                           |           |                    |
| Friedrich 9’ Pantelić 14’ | Marcatori | 4’ Gómez 57’ Cacau |

| Arbitro: | Rafati |

|                                               |           |                        |
| Makaay 9’ Sagnol 15’ Pizarro 53’ Podolski 78’ | Marcatori | 58’ Fathi 73’ Pantelić |

| Arbitro: | Merk |

|                         |           |              |
| Dárdai 50’ Pantelić 73’ | Marcatori | 63’ Neuville |

| Arbitro: | Wagner |

|                     |           |  |
| Gunkel 66’ Shao 83’ | Marcatori |  |

| Arbitro: | Meyer |

|                   |           |             |
| Pantelić 29’, 65’ | Marcatori | 47’ Banović |

| Arbitro: | Kempter |

|                     |           |                          |
| Zuma 28’ Kučera 76’ | Marcatori | 45’ Gilberto 59’ Giménez |

| Arbitro: | Brych |

|                                         |           |                               |
| Pantelić 9’ van Burik 58’ Neuendorf 80’ | Marcatori | 39’ Gkekas 45’, 47’ Misimović |

| Arbitro: | Kircher |

|                 |           |                          |
| Frei 23’ (rig.) | Marcatori | 10’ Schmidt 16’ Gilberto |

| Arbitro: | Perl |

|                          |           |             |
| Pantelić 41’ Dejagah 62’ | Marcatori | 45’ Lehmann |

| Arbitro: | Fandel |

|                                 |           |             |
| Diego 24’ (rig.) Klose 32’, 40’ | Marcatori | 25’ Šimunić |

| Arbitro: | Brych |

|                      |           |              |
| Freier 33’ Babić 80’ | Marcatori | 22’ Pantelić |

| Arbitro: | Seemann |

|             |           |  |
| Giménez 63’ | Marcatori |  |

#### Girone di ritorno
| Arbitro: | Brych |

|                                 |           |             |
| Giménez 27’ Pantelić 86’ (rig.) | Marcatori | 18’ Madlung |

| Arbitro: | Schmidt |

|                                                          |           |  |
| Vinícius 16’, 37’ Fahrenhorst 45’ Rosenthal 64’ Lala 76’ | Marcatori |  |

| Arbitro: | Kinhöfer |

|                           |           |          |
| Friedrich 78’ Mineiro 90’ | Marcatori | 33’ Laas |

| Arbitro: | Weiner |

|                             |           |  |
| Kurányi 64’ Løvenkrands 75’ | Marcatori |  |

| Arbitro: | Sippel |

|            |           |                                |
| Dárdai 22’ | Marcatori | 54’ (rig.) Zidan 64’ Andreasen |

| Stoccarda 23 febbraio 2007, ore 20:30 CET 23ª giornata | Stoccarda | 0 – 0 referto | Hertha Berlino | Gottlieb-Daimler-Stadion (42 600 spett.)\| Arbitro: \| Meyer \| |
| Arbitro:                                               | Meyer     |               |                |                                                                 |

| Arbitro: | Fandel |

|                           |           |                                          |
| Giménez 58’ van Burik 82’ | Marcatori | 30’ Salihamidžić 31’ Podolski 68’ Makaay |

| Arbitro: | Perl |

|                            |           |             |
| Rafael 32’, 69’ Delura 86’ | Marcatori | 56’ Giménez |

| Arbitro: | Drees |

|  |           |          |
|  | Marcatori | 47’ Radu |

| Arbitro: | Rafati |

|                           |           |             |
| Galásek 4’ Engelhardt 60’ | Marcatori | 69’ Giménez |

| Arbitro: | Brych |

|           |           |            |
| Ebert 71’ | Marcatori | 19’ Kučera |

| Arbitro: | Perl |

|           |           |                                  |
| Gkekas 1’ | Marcatori | 58’ Giménez 66’ Gilberto 90’ Ede |

| Arbitro: | Sippel |

|  |           |              |
|  | Marcatori | 50’ Brzenska |

| Arbitro: | Merk |

|  |           |                                                  |
|  | Marcatori | 7’ Gilberto 48’ Giménez 77’ Pantelić 80’ Baştürk |

| Arbitro: | Fandel |

|              |           |                                   |
| Gilberto 61’ | Marcatori | 19’, 50’, 82’ Rosenberg 60’ Diego |

| Arbitro: | Stark |

|                          |           |                                                      |
| Pantelić 32’ Giménez 51’ | Marcatori | 13’ Callsen-Bracker 34’ Voronin 64’ (rig.) Schneider |

| Arbitro: | Perl |

|            |           |                          |
| Streit 61’ | Marcatori | 48’ Boateng 87’ Pantelić |

### Coppa di Germania
| Arbitro: | Dingert |

|  |           |              |
|  | Marcatori | 109’ Baştürk |

| Arbitro: | Weiner |

|  |           |                                  |
|  | Marcatori | 58’ Okoronkwo 74’ (rig.) Baştürk |

| Arbitro: | Kinhöfer |

|  |           |                            |
|  | Marcatori | 34’ Fathi 40’, 50’ Giménez |

| Arbitro: | Merk |

|                            |           |  |
| Cacau 38’ Hitzlsperger 77’ | Marcatori |  |

### Coppa di Lega
| Arbitro: | Vink |

|             |           |  |
| Kompany 52’ | Marcatori |  |

### Coppa Intertoto
| Berlino 16 luglio 2006, ore 15:00 CEST Terzo turno | Hertha Berlino | 0 – 0 referto | FK Mosca | Friedrich-Ludwig-Jahn-Sportpark (8 504 spett.)\| Arbitro: \| Clattenburg \| |
| Arbitro:                                           | Clattenburg    |               |          |                                                                             |

| Arbitro: | Demirlek |

|  |           |                          |
|  | Marcatori | 25’ Pantelić 89’ Baştürk |

### Coppa UEFA

#### Fase di qualificazione
| Arbitro: | Zografos |

|               |           |  |
| Okoronkwo 90’ | Marcatori |  |

| Arbitro: | Hracho |

|                                 |           |                        |
| Davitnidze 20’ Davitashvili 46’ | Marcatori | 36’ Lakić 83’ Pantelić |

#### Preliminari
| Arbitro: | Kassai |

|                         |           |                               |
| Giménez 38’ Boateng 50’ | Marcatori | 7’ (aut.) Šimunić 53’ Bechara |

| Arbitro: | Brines |

|          |           |  |
| Timm 62’ | Marcatori |  |

## Statistiche

### Statistiche di squadra
| Competizione      | Punti | In casa | In casa | In casa | In casa | In casa | In casa | In trasferta | In trasferta | In trasferta | In trasferta | In trasferta | In trasferta | Totale | Totale | Totale | Totale | Totale | Totale | DR |
| Competizione      | Punti | G       | V       | N       | P       | Gf      | Gs      | G            | V            | N            | P            | Gf           | Gs           | G      | V      | N      | P      | Gf     | Gs     | DR |
| ----------------- | ----- | ------- | ------- | ------- | ------- | ------- | ------- | ------------ | ------------ | ------------ | ------------ | ------------ | ------------ | ------ | ------ | ------ | ------ | ------ | ------ | -- |
| Bundesliga        | 44    | 17      | 8       | 3       | 6       | 29      | 25      | 17           | 4            | 5            | 8            | 21           | 30           | 34     | 12     | 8      | 14     | 50     | 55     | -5 |
| Coppa di Germania | -     | 0       | 0       | 0       | 0       | 0       | 0       | 4            | 3            | 0            | 1            | 6            | 2            | 4      | 3      | 0      | 1      | 6      | 2      | +4 |
| Coppa di Lega     | -     | 0       | 0       | 0       | 0       | 0       | 0       | 1            | 0            | 0            | 1            | 0            | 1            | 1      | 0      | 0      | 1      | 0      | 1      | -1 |
| Coppa Intertoto   | -     | 1       | 0       | 1       | 0       | 0       | 0       | 1            | 1            | 0            | 0            | 2            | 0            | 2      | 1      | 1      | 0      | 2      | 0      | +2 |
| Coppa UEFA        | -     | 1       | 1       | 0       | 0       | 1       | 0       | 1            | 0            | 1            | 0            | 2            | 2            | 2      | 1      | 1      | 0      | 3      | 2      | +1 |
| Totale            | 44    | 19      | 9       | 4       | 6       | 30      | 25      | 24           | 8            | 6            | 10           | 31           | 35           | 43     | 17     | 10     | 16     | 61     | 60     | +1 |

### Andamento in campionato
| Giornata  | 1  | 2 | 3 | 4 | 5 | 6 | 7 | 8 | 9 | 10 | 11 | 12 | 13 | 14 | 15 | 16 | 17 | 18 | 19 | 20 | 21 | 22 | 23 | 24 | 25 | 26 | 27 | 28 | 29 | 30 | 31 | 32 | 33 | 34 |
| --------- | -- | - | - | - | - | - | - | - | - | -- | -- | -- | -- | -- | -- | -- | -- | -- | -- | -- | -- | -- | -- | -- | -- | -- | -- | -- | -- | -- | -- | -- | -- | -- |
| Luogo     | T  | C | T | C | T | C | T | C | T | C  | T  | C  | T  | C  | T  | T  | C  | C  | T  | C  | T  | C  | T  | C  | T  | C  | T  | C  | T  | C  | T  | C  | C  | T  |
| Risultato | N  | V | N | V | N | N | P | V | P | V  | N  | N  | V  | V  | P  | P  | V  | V  | P  | V  | P  | P  | N  | P  | P  | P  | P  | N  | V  | P  | V  | P  | P  | V  |
| Posizione | 11 | 4 | 6 | 1 | 3 | 1 | 9 | 3 | 8 | 5  | 4  | 6  | 5  | 5  | 5  | 5  | 5  | 5  | 5  | 5  | 6  | 6  | 6  | 7  | 8  | 8  | 8  | 9  | 8  | 7  | 7  | 10 | 12 | 10 |

Legenda:

Luogo: C = Casa; T = Trasferta. Risultato: V = Vittoria; N = Pareggio; P = Sconfitta.

### Statistiche dei giocatori
| Giocatore                  | Bundesliga | Bundesliga | Bundesliga  | Bundesliga | Coppa di Germania | Coppa di Germania | Coppa di Germania | Coppa di Germania | Coppa di Lega | Coppa di Lega | Coppa di Lega | Coppa di Lega | Coppa Intertoto | Coppa Intertoto | Coppa Intertoto | Coppa Intertoto | Totale   | Totale | Totale      | Totale     |
| Giocatore                  | Presenze   | Reti       | Ammonizioni | Espulsioni | Presenze          | Reti              | Ammonizioni       | Espulsioni        | Presenze      | Reti          | Ammonizioni   | Espulsioni    | Presenze        | Reti            | Ammonizioni     | Espulsioni      | Presenze | Reti   | Ammonizioni | Espulsioni |
| -------------------------- | ---------- | ---------- | ----------- | ---------- | ----------------- | ----------------- | ----------------- | ----------------- | ------------- | ------------- | ------------- | ------------- | --------------- | --------------- | --------------- | --------------- | -------- | ------ | ----------- | ---------- |
| Y. Baştürk                 | 19         | 1          | 2           | 0          | 2                 | 2                 | 1                 | 0                 | 1             | 0             | 0             | 0             | 2               | 1               | 0               | 0               | 24       | 4      | 3           | 0          |
| J. Boateng                 | 10         | 0          | 3           | 0          | 1                 | 0                 | 0                 | 0                 | 0             | 0             | 0             | 0             | 0               | 0               | 0               | 0               | 11       | 0      | 3           | 0          |
| K. Boateng                 | 21         | 2          | 7           | 0          | 3                 | 0                 | 2                 | 0                 | 0             | 0             | 0             | 0             | 0               | 0               | 0               | 0               | 24       | 2      | 9           | 0          |
| D. Cagara                  | 0          | 0          | 0           | 0          | 0                 | 0                 | 0                 | 0                 | 0             | 0             | 0             | 0             | 0               | 0               | 0               | 0               | 0        | 0      | 0           | 0          |
| E. Cairo                   | 11         | 0          | 1           | 0          | 1                 | 0                 | 0                 | 1                 | 1             | 0             | 0             | 0             | 2               | 0               | 0               | 0               | 15       | 0      | 1           | 1          |
| S. Chahed                  | 20         | 0          | 2           | 2          | 3                 | 0                 | 0                 | 0                 | 1             | 0             | 0             | 0             | 2               | 0               | 0               | 0               | 26       | 0      | 2           | 2          |
| A. Dejagah                 | 22         | 1          | 4           | 1          | 2                 | 0                 | 0                 | 0                 | 0             | 0             | 0             | 0             | 1               | 0               | 0               | 0               | 25       | 1      | 4           | 1          |
| P. Dárdai                  | 28         | 3          | 4           | 0          | 4                 | 0                 | 2                 | 0                 | 1             | 0             | 0             | 0             | 2               | 0               | 0               | 0               | 35       | 3      | 6           | 0          |
| P. Ebert                   | 19         | 2          | 2           | 0          | 2                 | 0                 | 2                 | 0                 | 0             | 0             | 0             | 0             | 2               | 0               | 0               | 0               | 23       | 2      | 4           | 0          |
| C. Ede                     | 15         | 1          | 1           | 0          | 1                 | 0                 | 0                 | 0                 | 1             | 0             | 0             | 0             | 2               | 0               | 0               | 0               | 19       | 1      | 1           | 0          |
| M. Fathi                   | 31         | 1          | 6           | 0          | 4                 | 1                 | 1                 | 0                 | 1             | 0             | 0             | 0             | 2               | 0               | 0               | 0               | 38       | 2      | 7           | 0          |
| C. Fiedler                 | 32         | 0          | 0           | 0          | 4                 | 0                 | 0                 | 0                 | 1             | 0             | 0             | 0             | 2               | 0               | 0               | 0               | 39       | 0      | 0           | 0          |
| A. Friedrich               | 26         | 2          | 6           | 0          | 4                 | 0                 | 1                 | 0                 | 0             | 0             | 0             | 0             | 0               | 0               | 0               | 0               | 30       | 2      | 7           | 0          |
| G. Gilberto                | 30         | 5          | 5           | 0          | 3                 | 0                 | 0                 | 0                 | 1             | 0             | 0             | 0             | 0               | 0               | 0               | 0               | 34       | 5      | 5           | 0          |
| C. Giménez                 | 28         | 12         | 2           | 0          | 3                 | 2                 | 0                 | 0                 | 0             | 0             | 0             | 0             | 0               | 0               | 0               | 0               | 31       | 14     | 2           | 0          |
| S. Lakić                   | 11         | 0          | 1           | 0          | 1                 | 0                 | 0                 | 0                 | 0             | 0             | 0             | 0             | 0               | 0               | 0               | 0               | 12       | 0      | 1           | 0          |
| M. Carlos Luciano da Silva | 10         | 1          | 1           | 0          | 0                 | 0                 | 0                 | 0                 | 0             | 0             | 0             | 0             | 0               | 0               | 0               | 0               | 10       | 1      | 1           | 0          |
| C. Müller                  | 6          | 0          | 0           | 0          | 0                 | 0                 | 0                 | 0                 | 0             | 0             | 0             | 0             | 0               | 0               | 0               | 0               | 6        | 0      | 0           | 0          |
| R. Müller                  | 1          | 0          | 0           | 0          | 0                 | 0                 | 0                 | 0                 | 0             | 0             | 0             | 0             | 0               | 0               | 0               | 0               | 1        | 0      | 0           | 0          |
| A. Neuendorf               | 18         | 1          | 6           | 0          | 2                 | 0                 | 0                 | 0                 | 1             | 0             | 0             | 0             | 2               | 0               | 0               | 0               | 23       | 1      | 6           | 0          |
| S. Okoronkwo               | 6          | 0          | 0           | 1          | 2                 | 1                 | 0                 | 0                 | 0             | 0             | 0             | 0             | 1               | 0               | 0               | 0               | 9        | 1      | 0           | 1          |
| M. Pantelić                | 32         | 14         | 5           | 0          | 4                 | 0                 | 1                 | 0                 | 1             | 0             | 0             | 0             | 2               | 1               | 0               | 0               | 39       | 15     | 6           | 0          |
| N. Pellatz                 | 0          | 0          | 0           | 0          | 0                 | 0                 | 0                 | 0                 | 0             | 0             | 0             | 0             | 0               | 0               | 0               | 0               | 0        | 0      | 0           | 0          |
| C. Samba                   | 8          | 0          | 1           | 0          | 1                 | 0                 | 0                 | 0                 | 1             | 0             | 0             | 0             | 2               | 0               | 1               | 0               | 12       | 0      | 2           | 0          |
| A. Schmidt                 | 12         | 1          | 0           | 0          | 1                 | 0                 | 0                 | 0                 | 1             | 0             | 0             | 0             | 1               | 0               | 0               | 0               | 15       | 1      | 0           | 0          |
| C. Schorch                 | 2          | 0          | 0           | 0          | 0                 | 0                 | 0                 | 0                 | 0             | 0             | 0             | 0             | 0               | 0               | 0               | 0               | 2        | 0      | 0           | 0          |
| K. Stuhr-Ellegaard         | 2          | 0          | 0           | 0          | 0                 | 0                 | 0                 | 0                 | 0             | 0             | 0             | 0             | 0               | 0               | 0               | 0               | 2        | 0      | 0           | 0          |
| A. Wallschläger            | 1          | 0          | 0           | 0          | 0                 | 0                 | 0                 | 0                 | 0             | 0             | 0             | 0             | 0               | 0               | 0               | 0               | 1        | 0      | 0           | 0          |
| D. van Burik               | 28         | 2          | 8           | 0          | 2                 | 0                 | 0                 | 0                 | 1             | 0             | 0             | 0             | 2               | 0               | 0               | 0               | 33       | 2      | 8           | 0          |
| A. Čović                   | 0          | 0          | 0           | 0          | 0                 | 0                 | 0                 | 0                 | 0             | 0             | 0             | 0             | 0               | 0               | 0               | 0               | 0        | 0      | 0           | 0          |
| J. Šimunić                 | 25         | 1          | 4           | 3          | 4                 | 0                 | 1                 | 0                 | 1             | 0             | 1             | 0             | 1               | 0               | 0               | 0               | 31       | 1      | 6           | 3          |